# Chris Lloyd
Chris Lloyd (ur. 10 października 1980) – dominicki lekkoatleta, sprinter, dwukrotny olimpijczyk.
W 2007 roku zdobył brązowy medal, w biegu na 400 metrów, podczas Igrzysk panamerykańskich. Dwukrotnie startował na igrzyskach olimpijskich – w Atenach i Pekinie.